# クリー川 (サスカチュワン州)
クリー川 (クリーがわ、Cree River) は、カナダのサスカチュワン州北部を流れる、マッケンジー川水系の川のひとつ。長さ150 km。
クリー湖から北へ流れ、ブラック湖へと注いでいる。
河口近くに、州道905号線の橋が架かっている。
支流には、パイプストーン川、ティムソン川、リトルクリー川、ラピッド川がある。